# مچ‌باکس
مچباکس شرکت تولیدی ماکت خودرو است.

## تاریخچه
ایده تولید این خودروها درواقع راه‌حلی پدرانه بود از سوی یک بریتانیایی به نام جک اودِل در برابر قانونی در مدرسه دخترش که طبق آن دانش‌آموزان مجاز بودند فقط اسباب‌بازی‌هایی به مدرسه بیاورند که در یک قوطی کبریت جای بگیرند (در زبان انگلیسی Matchbox به معنای قوطی کبریت است) اودل آن روزها در استخدام شرکتی بود که ابزارهایی به روش ذوب کردن فلز و قالب‌گیری می‌ساخت. او در سال ۱۹۵۲ خودرویی کوچک ساخت، در یک قوطی کبریت بسته‌بندی‌اش کرد و همراه با دخترش به مدرسه فرستاد. این یک نقطه عطف بود و اودل با اسباب‌بازی کوچکش سرگرمی و تجارتی بزرگ را آغاز کرد. یک سال بعد، یعنی در سال ۱۹۵۳مچ‌باکس با سه مدل خودرو متولد شد: یک غلتک جاده‌صاف‌کن، یک کامیون کمپرسی و یک مخلوط کننده سیمان. فروش در ابتدای کار چندان تعریفی نداشت، بیشتر به این دلیل که فروشندگان ترجیح می‌دادند اسباب‌بازی‌هایی بزرگ‌تر با سود بیشتر بفروشند، اما مچ‌باکس خیلی زود دلبری را آغاز کرد، فروش به مرور سرعت گرفت و به موازات آن جزئیات این خودروها ارتقا یافت، مانند پنجره‌های پلاستیکی و آرایش فضای داخلی درست مانند خودروهای دهه ۶۰ میلادی. مچ‌باکس، در کنار کورگی (Corgi) و دینکی (Dinky) بریتانیا را به تولیدکننده دست اول این اسباب‌بازی‌های مبدل ساخت و خیلی زود به چهارمین سازنده بزرگ اسباب‌بازی در اروپا تبدیل شد که با ۱۴ کارخانه در لندن و اطراف آن هر هفته ۲۵۰ هزار خودروی قوطی کبریتی می‌ساخت.